# King Abdul Aziz Equestrian Square
King Abdul Aziz Equestrian Square (arabiska: ميدان الملك عبد العزيز للفروسية) är en hästkapplöpningsbana i Riyadh i Saudiarabien. Den nuvarande banan öppnades i januari 2003, och arrangerar bland annat världens mest penningstinna löp, Saudi Cup.

## Historia
Den första hästkapplöpningsbanan i Saudiarabien byggdes redan 1965 i distriktet Marat i Riyadh. Banan var för liten för att arrangera  internationella tävlingar, och man flyttade senare banan till Riyadh Janadria under ledning av Abdullah bin Abdul Aziz, som var kronprins av Saudiarabien vid den tiden. Den nya anläggningen färdigställdes i januari 2003 och öppnades som King Abdul Aziz Equestrian Square, vilket gör den till den största tävlingsbanan i Saudiarabien.
Tävlingar hålls på banan varje år från september till april året därpå.

## Baninfo
Anläggningens huvudbana är en dirttrackbana med en längd på cirka 2000 meter. Banans bredd är 24 meter, och rids moturs. I januari 2020 anlades en 1800 meter lång gräsbana på anläggningen.

## Större löp
På banan arrangeras bland annat King Abdulaziz Cup, och utbyteslöpet Japan Cup. Japan Cup är ett utbyteslöp med Saudi Arabia Royal Cup som rids på Tokyo Racecourse.
Banans största löp är sedan 2020 Saudi Cup, som är det mest penningstinna i världen, då den samlade prissumman är 20 miljoner dollar, varav 10 miljoner dollar till segrande häst.